# Cypa claggi
Cypa claggi là một loài bướm đêm thuộc họ Sphingidae. Loài này có ở Philippines.
Chiều dài cánh trước là 25 mm. Hình dạng giống với Cypa ferruginea và màu giống với Cypa decolor decolor. Phía trên cánh trước sáng hơn phía dưới còn phias trên cánh dưới tối hơn phía dưới.